# Port lotniczy China Bay
Port lotniczy China Bay – port lotniczy położony w mieście Trikunamalaja, w Sri Lance. Jest używany do celów wojskowych i cywilnych. Obsługiwany przez Sri Lanka Air Force. Jest to szósty co do wielkości port lotniczy Sri Lanki.

## Linie lotnicze i połączenia
- Helitours (Kolombo-Ratmalana)